# Leonard Lepszy

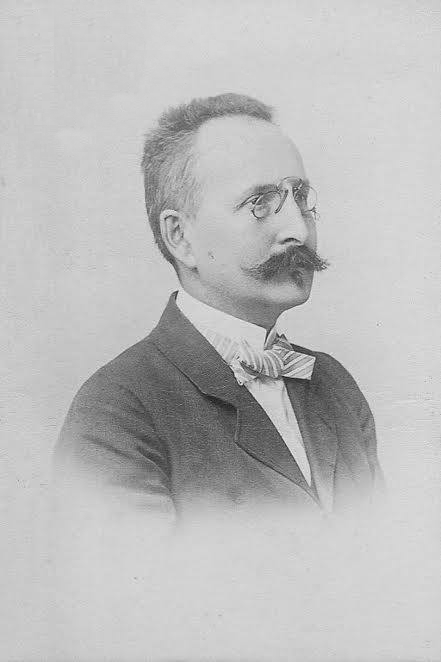
Leonard Lepszy

Leonard Jan Józef Lepszy (geboren am 6. November 1856 in Krościenko, Bezirk Neumarkt, Galizien, Österreich-Ungarn; gestorben am 29. Juli 1937 in Krakau) war ein polnischer Montanist, Bergrat, Denkmalpfleger und Kunsthistoriker.

## Wirken
Lepszy war der Sohn von Jan Lepszy und dessen Frau Aniela. Er hatte einen älteren Bruder Edward Lepszy (1855–1932), der sich der Malerei widmete.
Lepszy besuchte bis 1876 ein Gymnasium in Krakau und absolvierte bis 1880 ein Bergbaustudium an der Bergakademie in Leoben. In den Jahren 1883 bis 1884 setzte er seine Ausbildung an der Kunstakademie in Krakau fort. Anschließend begann er für das Punzierungsamt in Krakau zu arbeiten, dessen Vorstand er wurde. 1902 wurde er Korrespondent der K.K. Zentral-Kommission für die Erforschung und Erhaltung der Kunst- und historischen Denkmale für Galizien, 1907 ehrenamtlicher Konservator und 1911 erhielt er den Titel eines Mitglieds der Zentral-Kommission.
Sein Forschungsgebiet war besonders die Geschichte der Goldschmiedekunst, zu der er mehrere Abhandlungen verfasste. Er beteiligte sich mit Artikeln am Allgemeinen Lexikon der Bildenden Künstler von der Antike bis zur Gegenwart und dem biografischen Lexikon Polski Słownik Biograficzny.
Er war Mitglied der Polska Akademia Umiejętności in Krakau und der Gesellschaft der Freunde der Schönen Künste in Krakau, deren Direktor er von 1914 bis 1917 war.
Lepszy war mit Zofia (geborene Muczkowska) verheiratet, sie hatten einen Sohn Kazimierz Lepszy (1904–1964), der später als Redakteur beim Polski Słownik Biograficzny tätig war.

## Veröffentlichungen (Auswahl)
- Złotnictwo Krakowskie. W Drukarni „Czasu“ Fr. Kluczyckiego, Krakau 1887, OCLC 314335769 (Über die Krakauer Goldschmiedekunst).
- Jan Matejko. In: Zeitschrift für bildende Kunst. Neue Folge 1, 1890, S. 229–237.
- Cech złotniczy w Krakowie. In: Rocznik Krakowski. Band 1, 1898, S. 135–268, doi:10.11588/artdok.00001467 (Die Gilde der Goldschmiede in Krakau).
- Krakau (= Berühmte Kunststätten 36). Seemann, Leipzig 1906 (archive.org).
- Dürer w Polsce. Nakładem Polskiej Akademji Umiejetności, Krakau 1927.
- Studja nad nieznanemi obrazami kościoła Marjackiego i zbiorów P. Akad. Umiej. w Krakowie = Studien an unbekannten, in der Krakauer Marienkirche und den Sammlungen der polnischen Akademie der Wissenschaften befindlichen Bildern. Krakau 1929, OCLC 934776743.
- Przemysł złotniczy w Polsce. Hrsg.: Miejskie Muzeum Przemysłowe, Adryana Baranieckiego. Krakau 1933, OCLC 560193880 (Liste der Goldschmiede in Polen).